# シャドウ・オブ・ユア・スマイル
「シャドウ・オブ・ユア・スマイル」 (The Shadow of Your Smile) は、1965年の映画『いそしぎ』のテーマ曲として書かれたポピュラー・ソング。英語では別名「Love Theme from The Sandpiper」（「『いそしぎ』の愛のテーマ」の意）と呼ばれ、日本語では「いそしぎのテーマ」、あるいは単に「いそしぎ」とも呼ばれる。作曲はジョニー・マンデル (Johnny Mandel)、作詞はポール・フランシス・ウェブスター (Paul Francis Webster)である。映画『いそしぎ』では、ジャック・シェルドン (Jack Sheldon) のトランペット・ソロで演奏され、後にトニー・ベネットの歌でマイナー・ヒットとなった（このバージョンも作曲者マンデル自身が編曲・指揮を担当した）。この曲は、1965年のアカデミー歌曲賞、および、1966年のグラミー賞最優秀楽曲賞に選ばれた。　作曲者は「おどま盆ぎり盆ぎり」五木の子守唄を耳にしてそれもヒントにして作曲したと言っているらしい（2020年10月17日、桑田佳祐のやさしい夜遊び）。

## 様々なバージョン
この曲の広く知られたバージョンとしては、バーブラ・ストライサンド（1965年のアルバム『My Name Is Barbra, Two...』に収録）やシャーリー・バッシー（1966年のアルバム『I've Got a Song for You』に収録）などによるものがある。そのほか、アンディ・ウィリアムス、パーシー・フェイス、リタ・レイズ、アル・マルティーノ、ペリー・コモ、ナンシー・シナトラ、アストラッド・ジルベルト、ペギー・リー、サラ・ヴォーン、フランク・シナトラ、エンゲルベルト・フンパーディンク、グレン・フライらが歌っている。
コニー・フランシスはこの曲を、英語、スペイン語（「La sombra de tu sonrisa」）、イタリア語（「Castelli di sabbia」）でそれぞれ録音した。トリニ・ロペスは、リプリーズ・レコードから出したアルバム『Trini』にこの曲を収録している。リル・リンドフォース (Lill Lindfors) はこの曲をスウェーデン語で「Din skugga stannar kvar」として録音している。マーヴィン・ゲイは、この曲を数種類の異なるバージョンで録音に残している。アルバム『Romantically Yours』、『Vulnerable』に異なるバージョンが収録されているほか、ライブ盤『Marvin Gaye: Live at the Copa』にもこの曲が収録されている。ハーブ・アルパート&ザ・ティファナ・ブラスは、1966年のアルバム『What Now My Love』にインストゥルメンタル・バージョンを収録した。イタリアの有名歌手ミーナは、1968年にテレビでこの曲を歌い、後に『Le canzonissime』というCDにもこの曲を収録した。ドイツの歌手ウド・リンデンベルク (Udo Lindenberg)は、ロック寄りのカバー・バージョンを1986年のシングル「Germans」に収録した。2006年には、英国退役軍人会中央楽団 (The Central Band of the Royal British Legion) が同名アルバムの冒頭曲としてこの曲を取り上げた。
さらに、ナンシー・エイムス (Nancy Ames) は、スペイン語バージョンを1966年の『Latin Pulse』に収録している。ホセ・カレーラスは、アルバム『What a Wonderful World』にこの曲を収録しており、ペペ・ハラミジョ (Pepe Jaramillo) は、ラテン・ダンス・バージョンを1971年のEMIのアルバム『Tequila Cocktail』に収録している。セルジオ・フランチ (Sergio Franchi) は1967年RCAビクターのアルバム『From Sergio - With Love』でこの曲を取り上げている。
ボビー・ダーリン (Bobby Darin)のアルバム『Bobby Darin Sings The Shadow of Your Smile』は、A面に1966年のグラミー賞最優秀楽曲賞にノミネートされたすべての曲を収録している。
ジャズのサクソフォーン奏者エディ・ハリス(Eddie Harris) は、この曲を1965年に録音し、アルバム『The in Sound』に収めている。
1967年には、ジャズのサックス奏者渡辺貞夫が菊地雅章や中牟礼貞則、富樫雅彦らと録音したアルバム『イパネマの娘』にてカバーしている。
ジャズのオルガン奏者ブラザー・ジャック・マクダフは、1967年のアルバム『Tobacco Road』で、この曲をインストゥルメンタルでカバーした。
1983年、R&BグループDトレイン (D. Train) は、12インチ・シングル盤「The Shadow of Your Smile / Keep Giving Me Love」をダンス音楽のヒットにした。
同じく1983年、インストゥルメンタル・グループ、ピーセズ・オブ・ア・ドリームは、アルバム『イマジン・ジス』でこの曲をカバーした。
トニー・ベネットは、アルバム『Duets: An American Classic』のために、コロンビアのロック歌手フアネスとのデュエットを、スパングリッシュ・バージョンで録音した。これはフアネスにとっては英語で歌う最初の録音であり、ベネットにとってはスペイン語で歌う最初の録音であった。
日本のシンガーでは、伊東ゆかりが（1968年のアルバム『ゆかりデラックス』に収録。
勝新太郎が（1969年のアルバム『夜を歌う』に日本語、滝田順の訳詞で収録。
西城秀樹は1986年のアルバム『Strangers in the Night』に収録。
竹内まりやは2003年のアルバム『Longtime Favorites』に収録している。
リトアニア国立オペラ・バレエ劇場 (lt:Lietuvos nacionalinis operos ir baleto teatras、en:Lithuanian National Opera and Ballet Theatre) のソリスト（バリトン）であるヴィタウタス・ユアザパイティス (Vytautas Juozapaitis) は、2004年リリースのデビュー・アルバム『Negaliu Nemylėti (Can't Help Falling In Love)』に、この曲のリトアニア語バージョン「Kai Tu Toli」を録音した。
アイルランド出身の歌手カーリー・スミスソン(Carly Smithson) は、『アメリカン・アイドル』のシーズン7で上位24名のひとりとしてセミファイナルに進出した際、この曲を歌った。この歌唱は、2008年2月21日から、ダウンロード版がリリースされた。
歌手アメル・ラリュー (Amel Larrieux) は、2007年のジャズ・スタンダード・アルバム『Lovely Standards』にこの曲を収録した。
歌手で作曲家のドナルド・ブラスウェル2世(Donald Braswell II) は、2007年のアルバム『New Chapter』にこの曲を収録した。
サクソフォーン奏者のデイヴ・コーズは、スタンダード曲を取り上げたアルバム『At the Movies』にこの曲を2つの異なるバージョンで収録している。ひとつ目は、ジョニー・マティスのボーカルと、クリス・ボッティのトランペットが入っていて、インストゥルメンタル曲として演奏されている2つ目では、再びボッティが登場するほか、ギター奏者ノーマン・ブラウンがフィーチャーされている。
ブラジルのギター奏者バーデン・パウエルは、1971年のコロンビア・レコードのアルバム『Solitude on Guitar』でこの曲を取り上げている。
近畿日本鉄道では、特急の鵜方駅到着時にこの曲をチャイムとして流していた。